# Liste der Biografien/Hii
Liste der Biografien |
Portal Biografien |
Personensuche
# |
A |
B |
C |
D |
E |
F |
G |
H |
I |
J |
K |
L |
M |
N |
O |
P |
Q |
R |
S |
T |
U |
V |
W |
X |
Y |
Z |
?
 
Ha |
Hd |
He |
Hi |
Hj |
Hk |
Hl |
Hm |
Hn |
Ho |
Hr |
Hs |
Ht |
Hu |
Hv |
Hw |
Hy
 
Hia |
Hib |
Hic |
Hid |
Hie |
Hif |
Hig |
Hih |
Hii |
Hij |
Hik |
Hil |
Him |
Hin |
Hio |
Hip |
Hir |
His |
Hit |
Hiv |
Hiw |
Hix |
Hiy |
Hiz
Die Liste der Biografien führt alle Personen auf, die in der deutschsprachigen Wikipedia einen Artikel haben. Dieses ist eine Teilliste mit 8 Einträgen von Personen, deren Namen mit den Buchstaben „Hii“ beginnt.

## Hii
- Hii Teck Kwong, Joseph (* 1965), malaysischer Geistlicher, Weihbischof in Sibu
- Hii, Remy (* 1986), chinesisch-australischer Schauspieler und MusikerRemy Hii (* 1986)

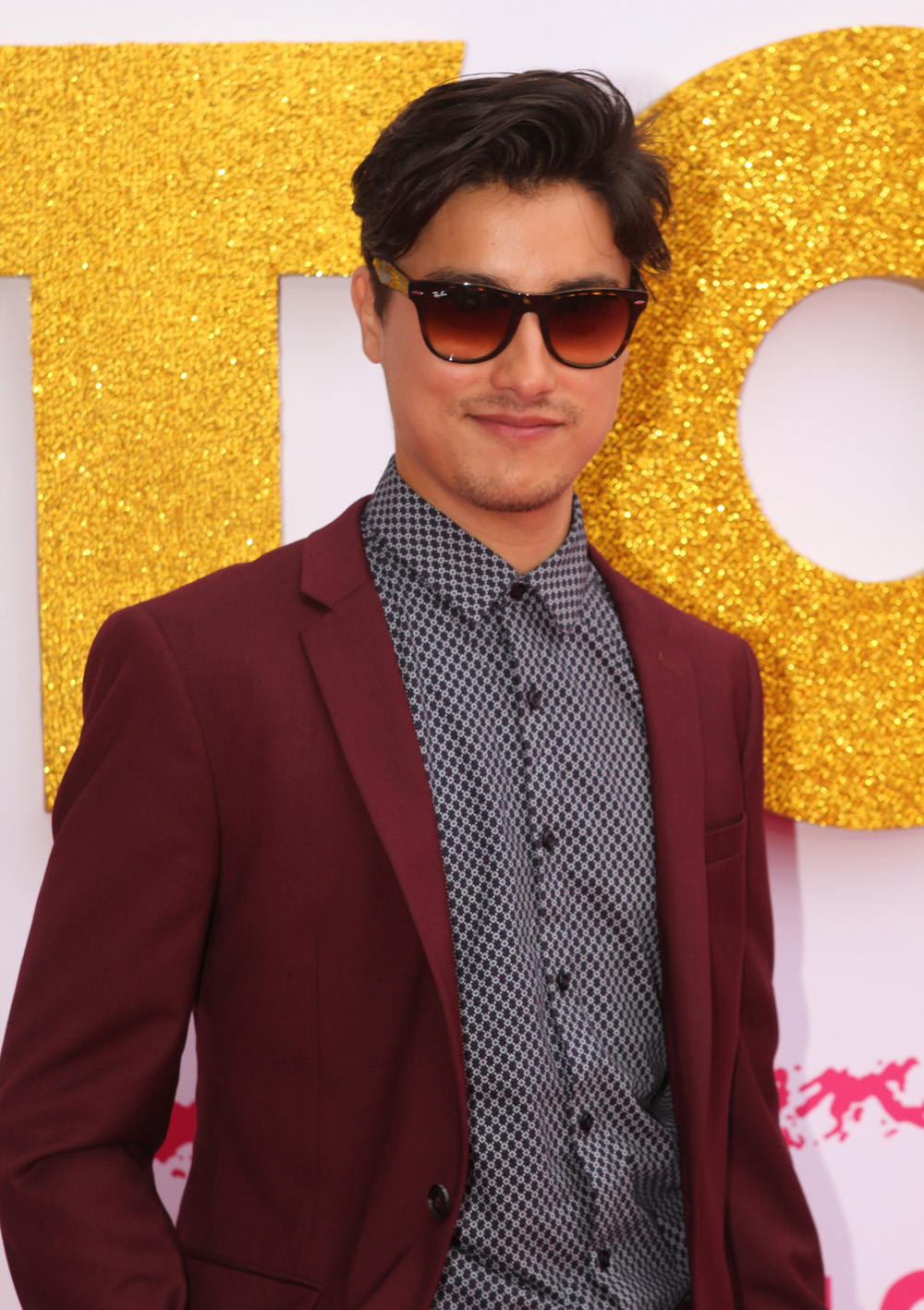
Remy Hii (* 1986)

### Hiid
- Hiidensalo, Anna (* 1988), finnische Biathletin und Skilangläuferin
- Hiidensalo, Olli (* 1991), finnischer Biathlet und Skilangläufer

### Hiil
- Hiilesmaa, Hiili (* 1966), finnischer Musiker und Produzent

### Hiio
- Hiiop, Eduard (* 1889), estnischer Eiskunstläufer

### Hiir
- Hiir, Erni (1900–1989), estnischer Dichter und Übersetzer
- Hiirikoski, Jenni (* 1987), finnische Eishockeyspielerin